# Intracerebraal hematoom

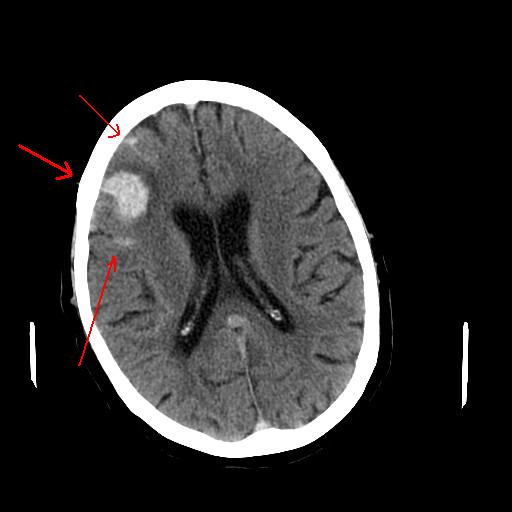
CT-beeld van een intracerebraal hematoom. Bij de pijlen is bloed zichtbaar.

Een intracerebraal hematoom, in de volksmond vaak hersenbloeding genoemd, is een bloeding in de hersenen, ontstaan door een gebarsten bloedvat en komt slechts 20% bij CVA-gevallen (een beroerte) voor. Met intracerebraal hematoom wordt meestal een spontane bloeding bedoeld, ze kan echter ook veroorzaakt worden door een verwonding. Behandeling en prognose verschillen. Over het algemeen geeft een hersenbloeding dezelfde symptomen als een herseninfarct, dat wil zeggen neurologische uitval in de vorm van halfzijdige verlammingen, spraakstoornissen, gezichtsvelduitval en gevoelsstoornissen. De uitval is afhankelijk van de plaats en de grootte van de bloeding. Omdat een hersenbloeding een verhoogde hersendruk kan geven door de massawerking kan de patiënt in coma raken, dit gebeurt zelden bij een herseninfarct.
Oorzaken zijn vooral aderverkalking, hoge bloeddruk (hypertensie) en hoge leeftijd. Daarnaast ontstaan sommige hersenbloedingen door een vaatmisvorming (aneurysma, angioom, arterioveneuze malformatie), hersentumoren, stoornissen van de bloedstolling (meestal door voorgeschreven bloedverdunners) en amyloïdangiopathie.
Niet alle hematomen binnen de schedel (intracranieel) liggen ook intracerebraal: zie ook subarachnoïdale bloeding, subduraal hematoom, epiduraal hematoom.

## Behandeling
Vaak kan er niet direct iets gedaan worden aan een hersenbloeding. Bij bloedingen op sommige plaatsen, zoals de kleine hersenen (cerebellum), of onder sommige omstandigheden (achteruitgang van het bewustzijn bij een oorspronkelijk oppervlakkige bloeding in een van de hersenkwabben) kan er voor worden gekozen om de bloeding door een neurochirurg te laten opereren.
Als patiënten een hoge bloeddruk hebben of bloedverdunners innemen, kunnen er medicijnen worden gegeven om de bloeddruk te verlagen of het bloed weer beter te laten stollen. Daarnaast worden ze op een stroke unit opgenomen, zodat alle zorg rondom de patiënt goed wordt gecoördineerd en er snel kan worden ingegrepen bij achteruitgang.

## Prognose
Een hersenbloeding is een ernstige aandoening. Uiteindelijk overlijdt 80%. De kansen zijn het best voor jonge mensen, met kleine bloedingen en een helder bewustzijn. Oude mensen die door een grote bloeding in coma raken, overlijden zo goed als altijd.